# Beoordelingsgesprek
Een beoordelingsgesprek is een gesprek tussen een werknemer en leidinggevende waarin het functioneren van de werknemer door de leidinggevende wordt beoordeeld. Dit in tegenstelling tot het functioneringsgesprek waarin het wederzijds functioneren van de werknemer en diens leidinggevende besproken wordt.
De leidinggevende heeft in een beoordelingsgesprek een waardeoordeel over het totaal aan functioneren, zowel kwalitatief, alsook kwantitatief en sociaal, en verbindt hieraan eventueel salariërings- en juridische gevolgen.

## Kenmerken
Een beoordelingsgesprek heeft de volgende kenmerken:
- Het gesprek is eenzijdig, de leidinggevende geeft een oordeel over het functioneren van de medewerker. Deze krijgt uiteraard wel de kans om te reageren, maar dit heeft geen gevolgen voor het oordeel.
- Gedurende het gesprek worden de prestaties van de medewerker ten opzichte van de eerder vastgelegde doelstellingen en competenties beoordeeld.
- De verhoudingen tussen leidinggevende en medewerker zijn ongelijkwaardig.
- Een beoordelingsgesprek kan door de werkgever worden aangevraagd.
- Aan een beoordelingsgesprek gaat bijna altijd een functioneringsgesprek vooraf.
- Na het gesprek wordt er een verslag gemaakt en eventueel een actieplan opgesteld. Dit plan kan in een volgend gesprek geëvalueerd worden.